# املش
اَملَش شهری از توابع بخش مرکزی شهرستان املش در استان گیلان و مرکز شهرستان املش است.
شهرستان املش با مساحت تقریبی ۴۰۷ کیلومتر مربع در فاصله ۷۵ کیلومتری شهرستان رشت و در ۱۶ کیلومتری شهرستان رودسر و شهرستان لنگرود قرار دارد.
قدمت این شهر به دوران سلطنت شاه عباس صفوی بر می‌گردد. در این دوران امرایی به نام‌های ولی سلطان صوفی و بهرام علی صوفی به امر شاه عباس به حکومت رانکوه و دیلمان منصوب و در املش سکنی گزیدند. از خانواده‌های قدرتمند و قدیمی املش می‌توان به خاندان صوفی اشاره کرد.
کشف آثاری از قرون گذشته در این منطقه، حاکی از این است که املش سابقه کهن تاریخی پیش از اسلام را دارد.
۱۴۷ اثر از آثار تاریخی املش ثبت ملی شده است که از نظر تعداد آثار تاریخی بعد از فومن در جایگاه دوم استان گیلان قرار دارد.
دو روستای بویه و امام در ییلاقات این شهرستان جز چهار روستای تاریخی استان گیلان معرفی شده اند.
این شهرستان یکی از دو معدن بزرگ میکای سیاه و دولومیت ایران را در قلب خود جای داده‌است.
املش با ۳۲ درصد تولید چای، بزرگترین تولیدکننده چای و دومین تولیدکننده فندق کشور ایران محسوب می گردد.

## جمعیت و مردم
براساس سرشماری سال ۱۳۹۵ جمعیت املش برابر با ۱۵۴۴۴ نفر بوده‌ است.

## نام املش
درباره اینکه چرا به آن املش گفته میشود فرضیه‌های مختلفی وجود دارند، برخی معتقدند که اسمی است مرکب از دو واژه «ام» و «لش» که «لش» به معنی راکد، ایستاده، و «ام» به رود و رودخانه گفته می‌شود؛ بنابراین املش به معنی رود تنبل و راکد از جریان ایستاده می‌باشد.
شهر املش مجاور رودخانه شلمان‌رود واقع شده و به علت «مند آب» بودن رودخانه در سابق، این شهر بنام «آبلش» نامیده شد. این رودخانه باعث شد که املش به دو قسمت غربی و شرقی به ترتیب به نام‌های «سولوش» و «آبلش» موسوم و بعدها به مرور زمان املش نامیده شد در صورتی که رودخانه املش بسیار پر جنب و جوش بوده و بدلیل کوهپایه ای و شیب دار بودن منطقه امکان «مند آب» در هیچ کجا از این شهرستان وجود نداشته است. اما فرضیه دیگری نیز وجود دارد که بدین گونه است 
در برخی از شهرها و مناطق مسکونی اروپایی که دارای منابع طبیعی و آب و هوایی مشابه با شهرستان املش هستند (داشتن رودخانه و جنگل و سرسبزی ) پسوند آملش ، آم لاش ، (am lesh) داده شده است مانند شهر (لاندسبرگ آم لش) شهری در ایالت بایرن در کشور آلمان و (وایسنباخ آملش) نام یک منطقه مسکونی در اتریش که در منطقه رویت واقع شده است احتمالا در زمان های دور نام این شهر را آملش یا آم لاش گذاشته باشند و به مرور زمان دستخوش تغییرات شده و به املش تغییر نام پیدا کرده .

## مشاهیر املش
از چهره‌های صاحب نام این شهر می‌توان به حاج میرزا حبیب‌الله املشی معروف به میرزای رشتی از مجتهدین صاحب نام عصر ناصری و از مشاهیر مراجع و مدرسین جهان اسلام در قرن ۱۳ و اوایل قرن ۱۴ و شیخ بهاءالدین املشی صاحب کتاب گوشه‌هایی از تاریخ گیلان که یاور میرزا کوچک خان و عضو هیئت اتحاد اسلام در جنبش جنگل نیز بوده اشاره کرد.
محمد مهدی ربانی املشی عضو خبرگان قانون اساسی، خبرگان رهبری، شورای نگهبان و 
```
دادستان کل کشور نیز از علما برجسته این شهر است.
```

و از بازیگران معروف می‌توان به خانوم مینا نوروزی اشاره کرد.

## مراکز خرید
سه شنبه بازار: در این روز (همانند سایر شهرهای گیلان) مردم کالاهای خود را برای خرید و فروش به خیابان اصلی شهر می‌آورند.

## پوشش گیاهی و جانوری
املش از لحاظ پوشش گیاهی با توجه به آب و هوایی مطلوب و معتدل آن و همچنین واقع شدن در جلگه گیلان از شرایط بسیار مساعدی برخوردار می‌باشد، گرچه با توجه به گسترش شهرنشینی و افزایش فعالیت‌های صنعتی اکو سیستم این منطقه در حال تهدید است. پوشش گیاهی املش متشکل از درختان توسکا، افرا، انار ترش، انجیر، ازگیل (کنوس)، زالزالک سیاه جنگلی (می ارخ)، فندق، گردو، راش، شرم، ماضی (بلوط) ، ممرز، توت، ون و آزاد می‌باشد. همچنین گیاهان دارویی از قبیل گل بنفشه و ختمی، گل گاوزبان و آویشن و کوت کوتو در اکثر نقاط املش می‌رویند.
پرندگان و جانوران پراکنده در این شهرستان عمدتاً روباه، شغال، گرگ، سمور، خرگوش ، کبک ، سار ، عقاب و انواع گونه‌های پرندگان جلگه‌ای و کوهستانی است.

## تمدن تاریخی املش

نمایی از میل روستای تاریخی سومه سرا املش

از لحاظ جغرافیایی – تاریخی، املش ناحیه‌ای مستعد است که کشف آثاری از سده‌های پیشین، حکایت از پیشینه کهن تاریخی پیش از اسلام آن دارد. در املش آثار باستانی مهمی همچون کوزه‌های زرین و گلی از اشکال حیوانات، مجسمه و سلاح‌های انسانی به دست آمده‌است، که از جنس برنز، نقره و طلا ساخته شده‌اند. این اشیای باستانی گاهی در جریان حفاری‌های غیرمجاز یا توسط باستان شناسان از گورستان‌ها به دست آمده‌است. قدمت برخی از این آثار به اواخر هزاره دوم و اوایل هزاره قبل از میلاد مسیح برمی گردد.

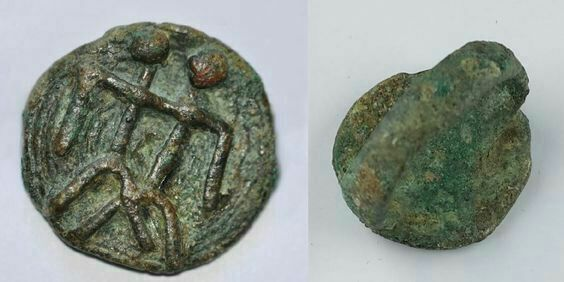
قدیمی‌ترین حلقه ازدواج مربوط به تمدن املش

از لحاظ هنری، بخش املش از ویژگی هنری خاصی برخوردار است و از نظر پیکر تراشی و پیکرسازی و کوزه‌گری دارای ابتکارات بدیعی است و آثار بدست آمده متعلق به قرون نهم و هشتم پیش از میلاد گویای این مدعاست و بخشی از این آثار هم‌اکنون در موزه «لور» فرانسه و موزه «نادر» مشهد موجود بوده و به ثبت رسیده‌است.
در مقایسه با تپه مارلیک، تمدن املش از لحاظ شیوه و زمینه دارای تفاوت‌هایی است، اما در استفاده از اشکال حیوانات مشترکند. با نمایش سفالینه‌ها و اشیای فلزی املش به سال ۱۹۶۴م/۱۳۴۳ش در موزه نوشاتل سوئیس، هنر و تمدن املش شناخته شد.
به گفتهٔ ادموندز، جهانگرد بریتانیایی که در اواخر دورة قاجار به املش سفر کرده‌است، شمار خانه‌های این دهکده ۱۰۰ باب بوده‌است که ۲۰۰ خانوار از خاندان صوفی در آن‌ها زندگی می‌کرده‌اند. او املش را به لحاظ برخورداری از مناظر طبیعی و مسکونی زیبا با مناظر طبیعی بریتانیا مقایسه می‌کند.

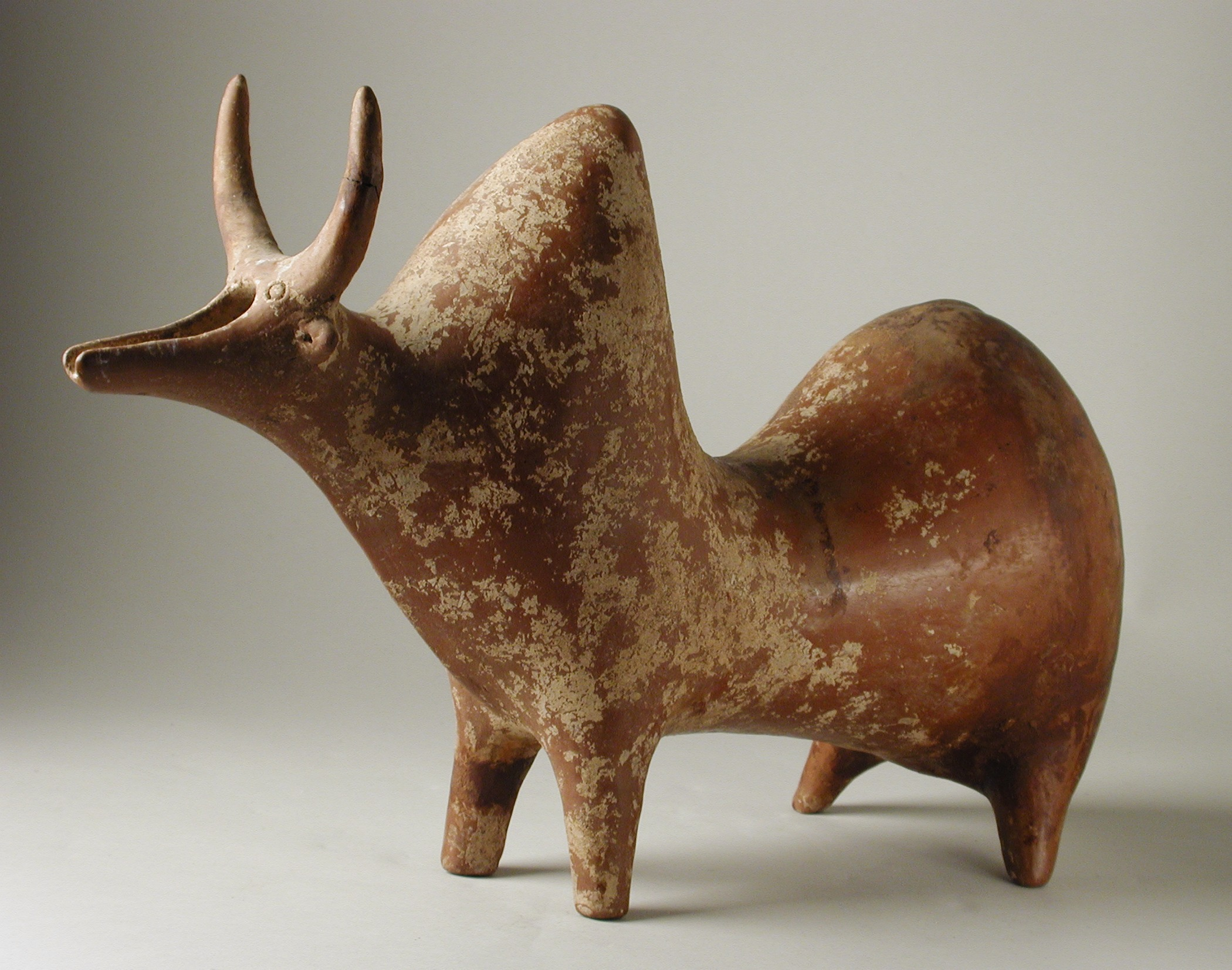
گاو کوهان دار، املش، موزه هنر شهرستان لس آنجلس

## جاذبه‌های گردشگری
- تالاب زربیجار با پوشش گیاهی مردابی زیستگاه پرندگان مهاجر
- پارک‌های جنگلی و مناطق نمونه گردشگری هالیدشت (هلودشت) و خصیل دشت (خصیب دشت)[۵][۶][۷][۸]
- بناهای تاریخی از دوران فئودالی و مربوط به خاندان صوفی در مرکز شهر املش
- منطقه گردن لنگه و چالاکش
- باغات و کوهپایه های پوشیده از بوته های چای در جنوب شهر
- پارک ساحلی گلستان املش و پارک کودک میرزاکوچک خان واقع در مرکز شهر
- مسیر و جاده تابستان نشین (بام املش) با داشتن مناظری زیبا از شهر املش
- میل سومه سرا قلعه ای تاریخی واقع در روستای مخروبه سومه سرا .